# Mörkryggig cistikola
Mörkryggig cistikola (Cisticola marginatus) är en fågel i familjen cistikolor inom ordningen tättingar. Arten förekommer i våtmarker i Afrika söder om Sahara, i syd till Zambia och Angola. Beståndet anses vara stabilt.

## Utseende och läte
Mörkryggig cistikola är en relativt färgglad, medelstor cistikola med förhållandevis lång stjärt. Noterbart är brun rygg med tjocka svarta längsgående streck, vitaktig undersida och rostrött på hjässan och i vingen. Arten varierar färgmässigt något i utseende geografiskt. De flesta populationer avger en ljus och stigande drill, men vissa sjunger grova "chyup". Arten liknar sonettcistikolan men har till skillnad från denna grå eller brun stjärt och en ostreckad övergump.

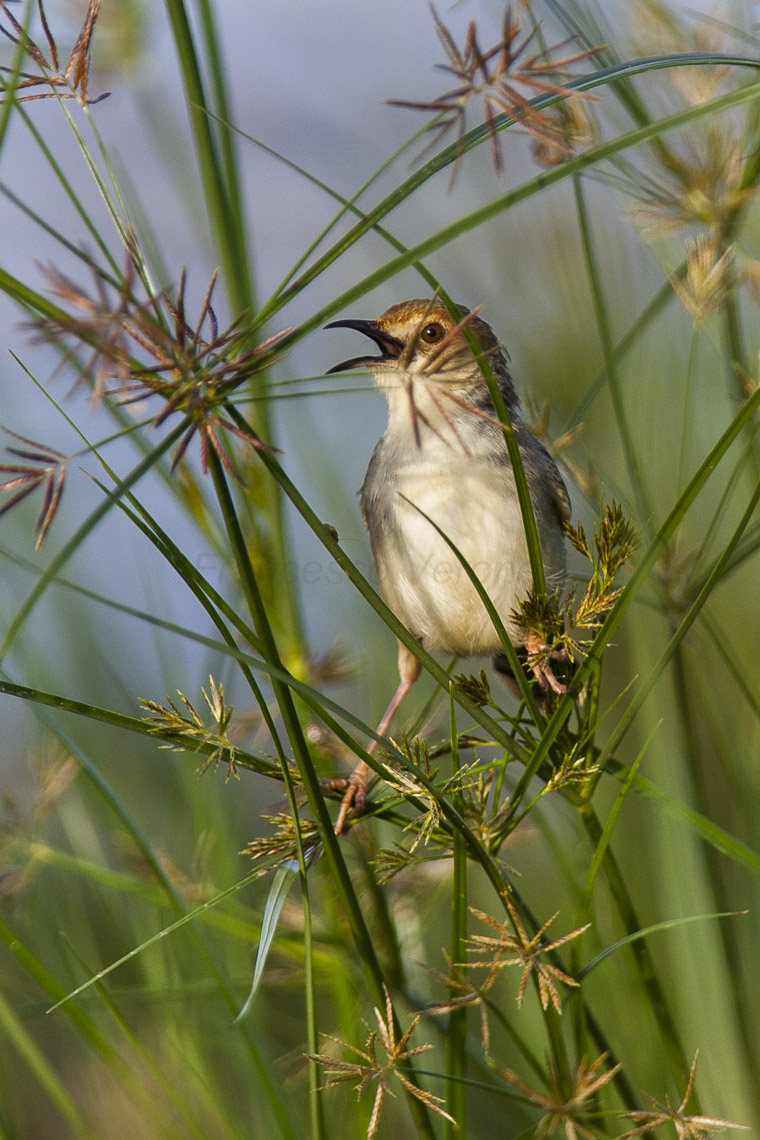
Mörkryggig cistikola i Uganda.

## Utbredning och systematik
Mörkryggig cistikola förekommer i stora delar av centrala Afrika. Den delas upp i fem underarter med följande utbredning:
- Cisticola marginatus amphilectus – Mauretanien och Senegal till Ghana, sydvästra Kamerun och nordvästra Angola
- Cisticola marginatus zalingei – norra Nigeria till västra Sudan
- Cisticola marginatus marginatus – södra Sudan och norra Uganda
- Cisticola marginatus nyansae – centrala Demokratiska republiken Kongo till Uganda och Kenya
- Cisticola marginatus suahelicus – sydöstra Demokratiska republiken Kongo, Tanzania och nordöstra Zambia

Vissa behandlar den som en underart till rostvingad cistikola (C. galactotes).

### Familjetillhörighet
Cistikolorna behandlades tidigare som en del av den stora familjen sångare (Sylviidae). Genetiska studier har dock visat att sångarna inte är varandras närmaste släktingar. Istället är de en del av en klad som även omfattar timalior, lärkor, bulbyler, stjärtmesar och svalor. Idag delas därför Sylviidae upp i ett antal familjer, däribland Cisticolidae.

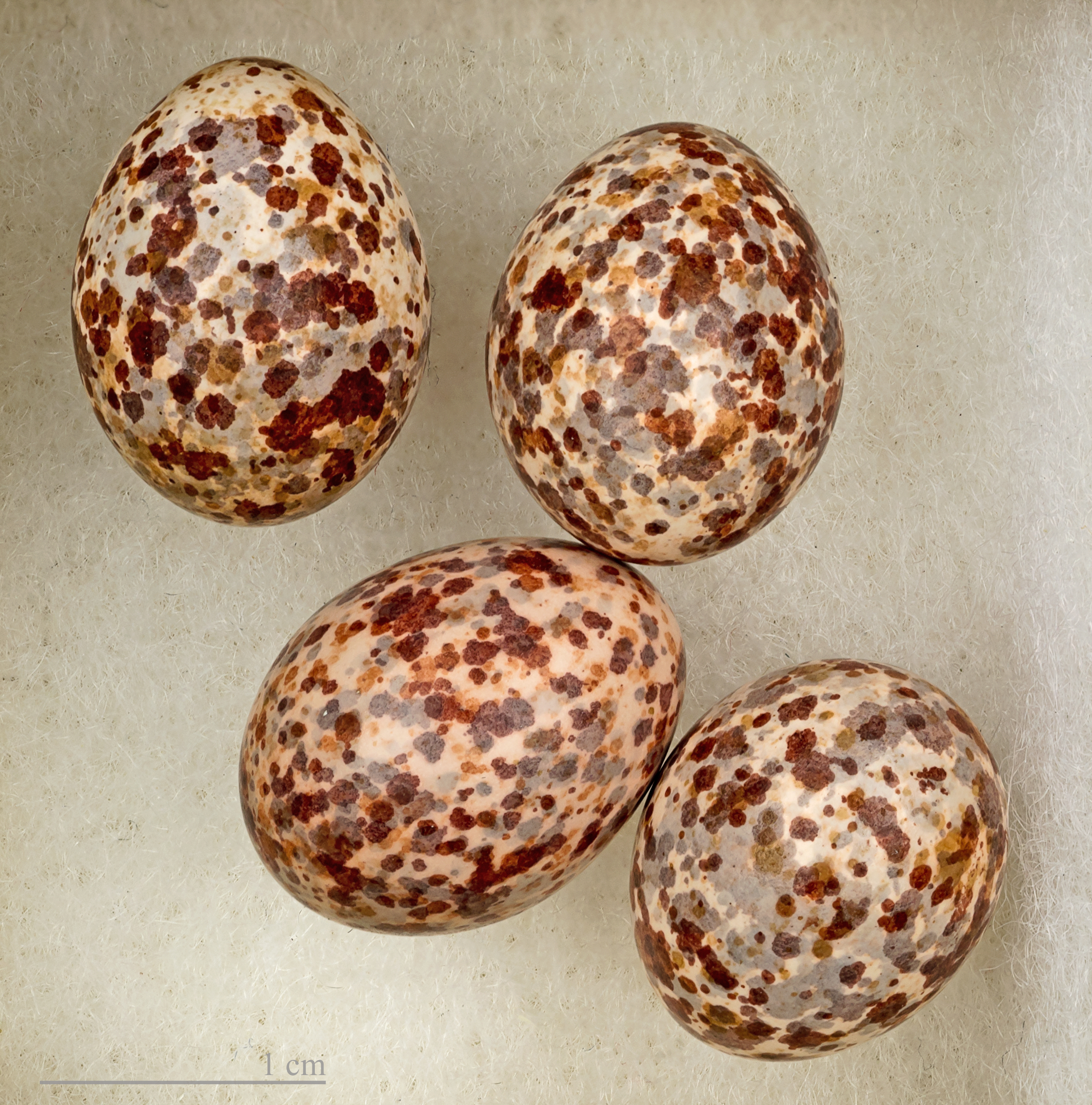
Ägg från Cisticola marginatus amphilectus

## Levnadssätt
Mörkryggig cistikola hittas i våtmarker, framför allt i vassbälten. Lokalt ses den också i fuktiga buskmarker.

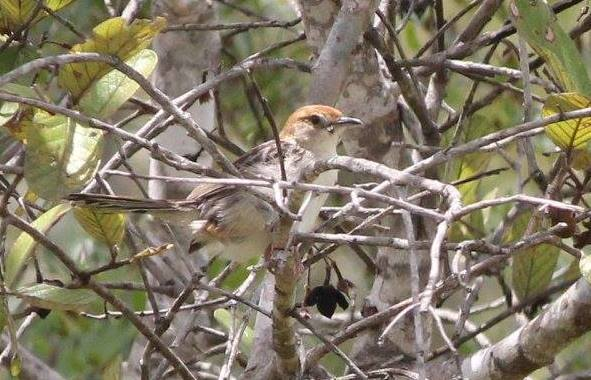

## Status
Arten har ett stort utbredningsområde och beståndet anses stabilt. Internationella naturvårdsunionen IUCN listar den därför som livskraftig (LC).